# Col du Jezerski vrh
Le col du Jezerski vrh (Seebergsattel en allemand, Jezerski vrh en slovène) est situé à 1 215 ou 1 216 m d'altitude entre la Carinthie en Slovénie et la Carinthie en Autriche.
C'est un col routier qui relie les municipalités de Jezersko en Slovénie et d'Eisenkappel-Vellach en Autriche. Ce col est sur la ligne de partage des eaux entre la Save et la Drave. Il est principalement utilisé à des fins touristiques, la vallée Jezersko du côté slovène et la vallée Vellacher Kotschna / Belska Kočna du côté autrichien offrant une attrayante ambiance alpine.
Jezerski vrh était déjà utilisé à l'époque de la Rome antique et très probablement au préalable, permettant le passage d'Aquilée au bord de la mer Adriatique (Venetia), au Norique (vallée de la Drave), et comme éventuel itinéraire B de la route de l'ambre.